# Neotheropoda
Neotheropoda — група прогресивних тероподних динозаврів, від яких походять птахи. Кладу створив у 1986 році американський палеонтолог Роберт Бейкер. Інший палеонтолог Поль Серено дав визначення кладі як група, що включає спільного предка целофізиса та сучасних птахів і всіх його нащадків.

## Класифікація
- Neotheropoda
  - Надродина Coelophysoidea
    - Sarcosaurus
    - Gojirasaurus
    - Halticosaurus
    - Родина Coelophysidae
      - Підродина Coelophysinae

    - Родина Dilophosauridae

  - Averostra
    - Ceratosauria
      - Рід Chuandongocoelurus
      - Рід Elaphrosaurus
      - Рід Lukousaurus?
      - Надродина Ceratosauroidea
        - Родина Abelisauridae
        - Родина Noasauridae

    - Інфраряд Tetanurae
      - Надродина Megalosauroidea
        - Родина Spinosauridae
        - Родина Megalosauridae

      - Avetheropoda
        - Carnosauria
        - Coelurosauria